# La Preuve : L'Opération SharQC
La Preuve : L'Opération SharQC est une émission de télévision documentaire québécoise en six épisodes de 43 minutes traitant des dessous de l'Opération SharQc, présentée par la productrice Isabelle Ouimet et le journaliste d'enquête Félix Séguin. Elle est offerte en exclusivité sur le Club Illico depuis le 25 mars 2021.
L’idée de cette série est née au moment où la  productrice, réalisatrice et scénariste Isabelle Ouimet a eu accès à une copie d’un disque dur qui regroupait l’ensemble de la preuve policière qui a mené à l’Opération SharQc (Stratégie Hells Angels Rayon Québec). Ce projet aura pris plus de quatre ans avant de voir le jour; l’ensemble des documents imprimés de la preuve représenterait l’équivalent de la hauteur de 371 Empire State Building. 

## Description
Le 15 avril 2009, plusieurs corps policiers s'unissent pour mener la plus importante rafle contre un groupe de motards criminalisés qui conduit à l'arrestation de 156 sympathisants des Hells Angels, la quasi-totalité des membres québécois. 
La preuve: L'opération SharQc est une série documentaire qui raconte la construction et l'écroulement de la plus grosse preuve jamais amassée contre les motards criminels au monde. Une saga criminelle et judiciaire racontée par les policiers, procureurs et accusés.

## Intervenants
Pour la première fois, des membres des Hells Angels ont décidé de participer à un documentaire en tant qu'intervenants et ce, à visages découverts :
- Éric « Boubou » Bouffard, du chapitre South
- Ghislain « GG » Vallerand, du chapitre de Sherbrooke

## Synopsis de la série
Épisode 1
Le 15 avril 2009, l'opération SharQc est en cours ; des policiers se préparent à arrêter 111 membres.
Épisode 2
L'ex-Hells Angels Sylvain Boulanger devient délateur ; il dévoile tous les secrets du club.
Épisode 3
La guerre sanglante entre les Hells Angels et leurs concurrents fait plus de 160 morts au Québec.
Épisode 4
Une requête pour obtenir des ordinateurs portables dans chaque cellule est faite.
Épisode 5
La preuve déposée ferait plus de 361 Empire State Building si elle était imprimée.
Épisode 6
Après les arrestations du 15 avril 2009, un premier procès débute devant M. James Brunton.

## notes et références
1. ↑  « Une femme de Saint-Constant à l’origine d’une série documentaire sur les Hells Angels », sur Le Reflet (consulté le 4 mai 2024)
2. ↑  Samuel Pradier, « «La Preuve» : L’opération SharQc vue de l’intérieur », sur TVA Nouvelles, 23 mars 2021 (consulté le 27 avril 2021)
3. ↑  Richard Martineau, « La Preuve: la question à 100 000 $ », sur Le Journal de Montréal, 28 mars 2021 (consulté le 27 avril 2021).